# Cyperus serotinus
Cyperus serotinus är en halvgräsart som beskrevs av Christen Friis Rottbøll. Cyperus serotinus ingår i släktet papyrusar, och familjen halvgräs.

## Underarter
Arten delas in i följande underarter:
- C. s. inundatus
- C. s. serotinus